# 지리정보과학
지리정보과학(Geographic information science, GIScience, GISc)은 지리정보가 현실 세계의 현상을 어떻게 표현하는지, 인간이 이해하는 방식을 어떻게 표현하는지 등 지리정보를 연구하는 계산과학, 사회과학, 자연과학의 교차점에 있는 과학 분야이다. 세계를 포착하고, 조직하고, 분석하는 방법을 설명한다. 이는 지리학의 하위 분야, 특히 기술 지리학의 일부이다. 이 기술은 다양한 산업뿐만 아니라 다른 많은 연구 분야에도 적용될 수 있지만 자연지리학과 인문지리학 모두에 적용할 수 있다.
연구 또는 직업 분야로서 이는 지리공간 데이터의 실제 저장소인 지리 정보 시스템(GIS), 관련 작업을 수행하기 위한 소프트웨어 도구 및 GIS 사용자의 직업과 대조될 수 있다. 즉, GIScience의 주요 목표 중 하나는 GIS 데이터, 소프트웨어 및 전문 실무를 개선할 수 있는 실용적인 방법을 찾는 것이다. 지리 정보 시스템 도구 자체가 되기보다 Gis가 실제 생활에 어떻게 적용되는지에 더 중점을 둔다. 이 분야를 지리정보과학이라고도 부른다.
영국의 지리학자 마이클 굿차일드(Michael Goodchild)는 1990년대에 이 분야를 정의하고 공간 분석, 시각화, 불확실성 표현 등 핵심 관심 분야를 요약했다. GIScience는 개념적으로 지리학, 정보과학, 컴퓨터 과학, 데이터 사이언스와 관련되어 있지만 독립적인 과학 분야의 지위를 주장한다. 이 분야의 최근 개발은 하이브리드 물리적-가상 세계의 인간 역학, 양자 GI과학, 스마트 시티 개발, 기술 혁신의 사회적, 환경적 영향에 대한 연구를 포함하도록 초점을 확대했다. 이러한 발전은 GIScience와 현대 사회 및 기술 문제의 교차점 증가를 나타낸다. 겹치는 분야는 지리 계산, 지리 정보학, 지리학 및 지리 시각화이다. 기타 관련 용어로는 지리 데이터 사이언스 및 지리 정보 과학 및 기술(GISci&T)이 있으며, 직위는 지리 공간 정보 과학자 및 기술자이다.

## 같이 보기
- 지리통계학